# Contea di Queens (Isola del Principe Edoardo)
La contea di Queens è una contea dell'Isola del Principe Edoardo, Canada di 72 744 abitanti, che ha come capoluogo Charlottetown.
È divisa dall'estuario del fiume Hillsborough, il quale forma una insenatura che, per le sue dimensioni, quasi divide a metà la contea e la stessa isola.

## Suddivisioni
- Città incorporate: Charlottetown (city), Cornwall (town), Stratford (town)
- Parrocchie: Greenville, Hillsboro, Charlotte, Bedford, St. John's
- Municipalità: Queens Royalty, Lotto 20, Lotto 21, Lotto 22, Lotto 23, Lotto 24, Lotto 29, Lotto 30, Lotto 31, Lotto 32, Lotto 33, Lotto 34, Lotto 35, Lotto 36, Lotto 37, Lotto 48, Lotto 49, Lotto 50, Lotto 57, Lotto 58, Lotto 60, Lotto 62, Lotto 65, Lotto 67
- Comunità: Afton, Alexandra, Belfast, Bonshaw, Brackley, Breadalbane, Clyde River, Crapaud, Darlington, Grand Tracadie, Hampshire, Hazelbrook, Hunter River, Kingston, Meadowbank, Miltonvale Park, Mount Stewart, New Haven-Riverdale, North Rustico, North Shore, North Wiltshire, Orwell, Pleasant Grove, Resort Municipality of Stanley Bridge, Hope River, Bayview, Cavendish, and North Rustico, Union Road, Victoria, Warren Grove, Watervale, West River, Winsloe South, York
- Riserve indiane: Rocky Point, Scotchfort